# Erland Lee Museum
Das Erland-Lee-Museum (offiziell: Erland Lee (Museum) Home) ist denkmalgeschütztes Wohnhaus in Hamilton in der kanadischen Provinz Ontario. Das Gebäude wurde zu Beginn des 19. Jahrhunderts errichtet. Das Haus wurde vom Abram Lee, sowie von Janet und dem Namensgeber Erland Lee bewohnt, die mit der Landfrauen-Bewegung in Zusammenhang stehen.

## Geschichte
Das Haus wurde 1808 als Blockhaus errichtet, und in den Jahren 1860 sowie 1873 von Abram Lee erweitert und baulich verändert. 1897 gründete Janet Chisholme Lee (Frau von Erland Lee, dem Sohn von Abram Lee) eine Einrichtung der kanadischen Women’s Institutes. Das Haus wurde als Standort des „Mother Institute“ zu einem Symbol der Bewegung der „Landfrauen“ in Kanada.
Heute ist es ein Museum im Gedenken an die Gründung des Fraueninstitutes. Durch eine Renovierung erhielt es sein Erscheinungsbild von ca. 1890 zurück. 1995 erhielt das Haus den Denkmalschutz der Provinz Ontario, 2003 wurde es auch national als National Historic Site of Canada unter Denkmalschutz gestellt.

## Bauweise und Ausstattung
Das Haus zählt anderthalb Stockwerke und besitzt einen rechteckigen Grundriss. Die Fassade ist zur Straße hin dreiteilig gegliedert. Die zweiflüglige Eingangstür befindet sich genau mittig unter einem überstehenden Vordach. 1860 wurde ein Keller mit Zisterne angelegt.
Das Haus ist aus Holz im neugotischen Stil erbaut. Dieser Stil zeigt sich in spitzwinkligen Giebeln, gestrichenen Holzfassaden mit Boden-Deckelschalung und Holz-Ornamentik an tragenden Balken („Zuckerbäcker-Verzierung“) – zum Beispiel ist der Ortgang mit einer geschnitzten Ornament-Girlande aus stilisierten Ahornblättern geschmückt. Zum Haus gehören Grünflächen und Gärten.
Im Inneren sind die typischen Elemente eines Blockhauses zu finden, das Ende des 19. Jahrhunderts zu einem komfortablen Mittelklassehaus umgebaut wurde. Der Einrichtungsplan entspricht dem Stand von 1870. Neben dem Haupthaus sind noch weitere Nebengebäude aus dem 19. Jahrhundert, und eine um 1870 errichtete Scheune im Original-Zustand erhalten.